# Nephilim (chanson)
Singles de Abingdon Boys School
Howling Blade Chord
Nephilim est le troisième single d'Abingdon Boys School. Le morceau, "Nephilim", a été utilisé dans le jeu vidéo FolksSoul, mais dans l'édition européenne du jeu, il a été remplacé par "Netherworld" d'Attract Mode.

## Liste des morceaux
1. Nephilim - 4:23
2. LOST REASON - 4:52

## Musiciens
- Takanori Nishikawa – chant
- Sunao – guitare
- Hiroshi Shibasaki – guitare
- Toshiyuki Kishi – clavier